# Pass Chaschauna
Der Pass Chaschauna 2694 m ü. M. (früher auch Casana-Pass; italienisch Passo di Cassana) ist ein alpiner Übergang in den Livigno-Alpen zwischen dem Schweizer Oberengadin bei S-chanf und dem italienischen Valle di Federia bei Livigno.
Die Landesgrenze verläuft auf der Passhöhe. Auf der italienischen Seite des Passes befindet sich seit 1984 das Rifugio Cassana 2601 m s.l.m., eine ehemalige Kaserne des Königlich-Italienischen Heeres aus dem Jahr 1912. Stand August 2024 ist das Rifugio geschlossen.
Für den ca. 12 Kilometer langen Aufstieg vom Bahnhof S-chanf 1670 m ü. M. zur Passhöhe werden, nach Angaben von SchweizMobil, etwa fünf Stunden benötigt. Von Ponte Chalcheira nordöstlich Livigno braucht es etwa drei Stunden.